# Libro de frases húngaro inglés
El sketch del Diccionario húngaro-inglés, más conocido como la Libro de frases en húngaro es un sketch del grupo cómico Monty Python de 1970 emitido en el episodio Spam.

## Resumen
La escena tiene lugar en 1970 en algún lugar de Inglaterra cuando un turista de origen húngaro entra en un estanco y empieza a conversar con el estanquero con la idea de comprar tabaco, pero al no dominar el idioma recurre a un diccionario bilingüe para comunicarse con él, sin embargo el libro aparte de estar mal traducido las frases de los ejemplos no se ajustan a lo que pretende decir el interlocutor por lo que el dependiente se queda estupefacto al escucharle puesto que algunas oraciones tienen connotaciones sexuales (por ejemplo: "Do you want to come back to my place - bouncy-bouncy?, cuya traducción al español sería: Quieres venir a mi casa... y ñaca ñaca?). 
Finalmente el propietario le pide el diccionario y busca una frase en húngaro para responderle en su idioma que la compra cuesta 6,06 chelines ingleses desafortunadamente termina insultándole siendo agredido. Tras producirse el ataque, un policía acude a la escena tras oír el altercado (a pesar de estar a una distancia considerable) y detiene al cliente, el cual protesta por su detención sin lógica alguna: "My nipples explode with delight" (Mis pezones estallan de placer.).
El caso termina en los juzgados siendo el húngaro absuelto de toda responsabilidad tras haber comprobado las autoridades el texto del diccionario siendo el editor encausado bajo la acusación de "alterar el orden público". En un principio el acusado se declara "inocente" hasta que el fiscal lee una frase del susodicho manual idiomático: "Can you direct me to the station?" (Puede llevarme a la estación?) cuando en realidad significa: "Please, fondle my bum" (Por favor, metame mano) y cambia su alegato por el de "incompetente".

## Reparto
- John Cleese es Húngaro/Abogado
- Terry Jones es Estanquero/Juez
- Graham Chapman es Policía
- Michael Palin es Editor
- Eric Idle es Fiscal